# Rumladningsområde
Indenfor halvlederfysik er et halvleder spærrelag, rumladningsområde eller en rumladningszone et isolerende område indeni i et elektrisk ledende doteret halvledermateriale, hvor de mobile ladningsbærere er diffunderet væk - eller er blevet elektrostatisk drevet væk af et elektrisk felt. De eneste elementer der er efterladt i rumladningsområdet er ioniserede donor eller acceptor urenheder. 
Rumladningsområdet er navngivet sådan, fordi det er dannet fra et tidligere ledende område efter fjernelse af alle mobile ladningsbærere, hvilket ikke efterlader nogen mobile ladningsbærere til strømformidling. En forståelse af rumladningsområdet er essentielt for at forstå moderne halvleder elektronik: Fx dioder, bipolare transistorer, felteffekttransistorer - og kapacitetsdioder - de er afhængige af rumladningsområdefænomener.